# Těkavost
V chemii a fyzice se pojmem těkavost označuje schopnost látky, obvykle v kapalném skupenství, vypařovat se. Těkavost přímo souvisí s tenzí par. Při dané teplotě (a stejných ostatních podmínkách jako např. proudění vzduchu, teplota kapaliny, apod.) se látka s vyšší tenzí par vypařuje rychleji než látka s nižší tenzí par.
Pojem je obvykle používán ve vztahu ke kapalinám, ale může se používat i pro některé pevné látky, které mohou sublimovat. Takovými látkami jsou například pevný oxid uhličitý („suchý led“), jód nebo chlorid amonný.